# Борисевич, Александр Иванович
Алекса́ндр Ива́нович Борисе́вич (бел. Аляксандр Іванавіч Барысевіч; 14 августа 1914, Минск — ?) — Герой Социалистического Труда (1966). Участник Великой Отечественной войны.
Александр Иванович Борисевич родился 14 августа 1914 года в Минске. Воевал на фронтах Великой Отечественной войны.
С 1945 года работал шофёром, с 1954 года — мастером цеха, с 1976 года — контролёром ОТК Гомельского авторемонтного завода.
Звание Героя присвоено за успехи в выполнении плановых заданий.